# Georg Wentzel
Georg Wentzel (* 26. Oktober 1862 in Oppeln; † 18. Dezember 1919 in Berlin) war ein deutscher Klassischer Philologe.

## Leben
Georg Wentzel begann 1880 das Studium der Klassischen Philologie, Geschichte und Archäologie an der Universität Berlin; zu seinen akademischen Lehrern zählten Johannes Vahlen und Carl Robert. Nach seinem achten Semester musste Wentzel wegen einer schweren Krankheit sein Studium für ein Jahr unterbrechen. 1885 ging er an die Universität Göttingen, wo er bei Ulrich von Wilamowitz-Moellendorff und Hermann Sauppe studierte. Im November 1888 wurde Wentzel mit der Dissertation Ἐπικλήσεις θεῶν, sive: De deorum cognominibus per grammaticorum Graecorum scripta dispersis promoviert. 1895 folgte seine Habilitation und Ernennung zum Privatdozenten; am 18. Juli 1899 erhielt er das Prädikat „Professor“.
Am 20. August 1901 wurde Wentzel als außerordentlicher Professor an die Universität Marburg berufen. Er trat die Stelle jedoch vorerst nicht an, weil er für das Wintersemester 1901/1902 in Göttingen mit der Lehrstuhlvertretung für den erkrankten (später verstorbenen) Professor Georg Kaibel beauftragt wurde. Zum Sommersemester 1902 ging Wentzel nach Marburg, wo er auch Mitdirektor des philologischen Seminars und Proseminars war.
Wentzels Lehrer Wilamowitz, der seit 1897 in Berlin lehrte, hatte im Jahr seiner Berufung eine dauerhafte Assistentenstelle am Institut für Altertumskunde eingerichtet. Deren erster Inhaber Rudolf Helm hatte sich 1899 habilitiert und arbeitete seitdem als Privatdozent. Für seinen Nachfolger Richard Heinze wurde die Assistentenstelle zu einer außerordentlichen Professur umgestaltet, die Georg Wentzel nach Heinzes Weggang 1903 erhielt.
Über den Wissenschaftler und Hochschullehrer Wentzel urteilte sein Lehrer Wilamowitz in seinen Erinnerungen 1848–1914:
„Mein Göttinger Schüler G. Wentzel fühlte sich von der nicht geringen Belastung als Assistent so bedrückt, daß er sie abwarf. Er war ein so vielseitig interessierter Mensch, befähigt Vorzügliches zu leisten, daß er zuviel anfing und am Ende zu nichts kam. … Er löste dann eine Preisaufgabe der Berliner Akademie so, daß er im Grunde ihre Unlösbarkeit nachwies. … Fertig geworden ist nichts, weil Wentzel ein Fanatiker der Akribie war. … Wentzel folgte eine Weile seiner Leidenschaft für die Musik, geriet dann auf den humanistischen Spätling Simon Lemnius und damit in die Kulturgeschichte von Graubünden; vor dem versprochenen Abschluß ist er gestorben.“
Wentzel verfasste fast 200 Artikel für Paulys Realencyclopädie der classischen Altertumswissenschaft (RE).